# Karel Destovnik

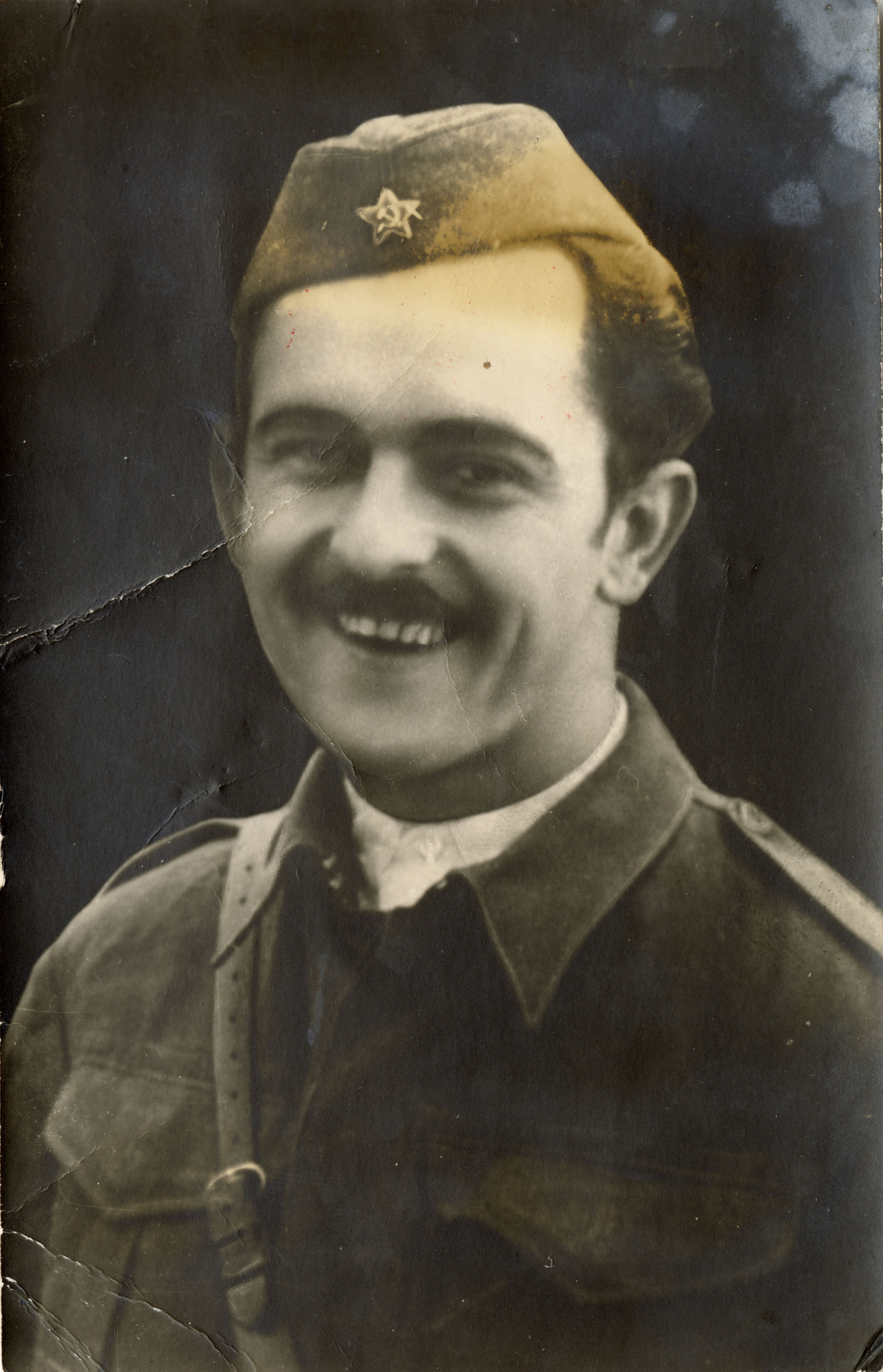
Karel „Kajuh“ Destovnik

Karel Destovnik (Partisanenname Kajuh; geboren am 13. Dezember 1922 in Šoštanj; gestorben am 22. Februar 1944 beim Gehöft Žlebnik in Šentvid bei Zavodnje) war ein slowenischer Dichter, Übersetzer und Nationalheld.

## Leben
Karel Destovnik wurde am 13. Dezember 1922 als unehelicher Sohn von Marija Vasle in eine wohlhabende bürgerliche Familie in Šoštanj geboren. Nach dem Zweiten Weltkrieg wurde als Geburtsdatum fälschlicherweise der 19. Dezember 1922 eingetragen. Damals hatte Marija eine Beziehung mit Jože Destovnik, der aus einer bäuerlichen Familie kam. Da sich die Familie von Marija mit dieser Beziehung nicht abfinden konnte, zogen die beiden nach Maribor und später in das slowenische Görz. Am 14. August 1923 heirateten sie in Ljubljana, zogen für eine kurze Zeit zu den Eltern von Jože Destovnik nach Šoštanj, danach in Vasles Heimatort. Am 18. Oktober 1924 wurde ihr Sohn Jože geboren. 
Nach fünf Jahren Grundschule wechselte Karol Destovnik 1933 an das Gymnasium Celje. Zwei Jahre wohnte er in Celje. Seine literarischen Anfänge und die Zusammenarbeit mit verschiedenen Zeitschriften reichen ins Jahr 1938. Er veröffentlichte in folgenden Zeitschriften:  Mladi Prekmurec, Srednješolec, Novi Srednješolec, Mlada Slovenija, Slovenski poročevalec, Slovenska mladina, Sodobnost, Naša žena. Drago Jeran, Peter Kalin, Blaž Burjevestnik, Matevž Pečnik, Jernej Puntar u. a. sind Künstlernamen, unter denen Destovnik schrieb. Bei seiner kulturellen Betätigung in seinem Geburtsort lernte er Marija Medved kennen, seine erste große Liebe. 
Gegen Ende seines sechsten Schuljahres auf dem Gymnasium wurde bei ihm auf einer Zugfahrt ein Brief mit illegalem Inhalt gefunden, weswegen er am 29. April 1940 wegen „Verbreitung kommunistischer Ideen“ für immer aus allen Gymnasien in Celje ausgeschlossen wurde. Es gelang ihm, sich am Gymnasium Maribor einzuschreiben, wo er bis 1941 blieb.

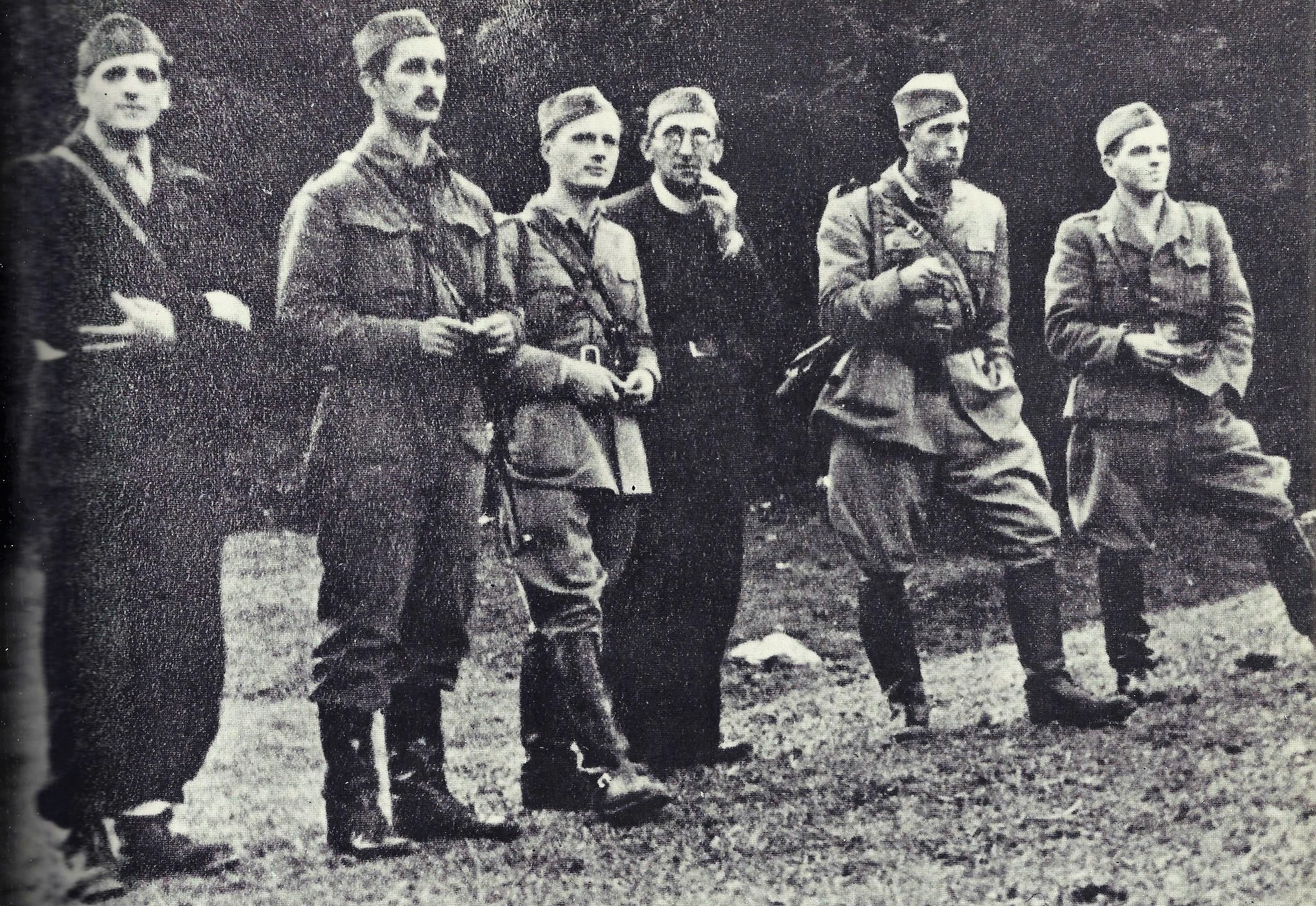
Nach Ankunft der Rab-Brigade in Slowenien. Vertreter der XIV. Division und des Hauptstabs, 22. September 1943. Kajuh: zweiter von links

Als Nationalfeind wurde er im Zuge politischer Verfolgung zur Waffenausbildung gerufen und kam am 20. Januar 1941 für zwei Wochen in das Lager Medjurećje bei Ivanjica in Serbien, zusammen mit ungefähr tausend Slowenen, Bosniern und Mazedoniern. 
Am 6. April 1941, während des Angriffs auf Jugoslawien, begab er sich mit einer Gruppe von Sympathisanten in die Berge um Zasavje, um sich den Rebellen der jugoslawischen Armee anzuschließen. Die Gruppe wurde in einer Polizeiaktion zerschlagen und Kajuh kehrte krank und verletzt nach Šoštanj zurück. Am 28. April wurde er von der Gestapo entdeckt und verhaftet. Nach zahlreichen Verhören und Folterungen im Gefängnis in Šmartno bei Slovenj Gradec wurde er nach einigen Wochen wieder freigelassen. Weil er sich in Šoštanj nicht mehr sicher fühlte, ging er Mitte September mit Hilfe seines Vaters nach Ljubljana.
In Ljubljana schloss er sich der Untergrundbewegung VOS, einem Sicherheits- und Nachrichtendienst, an, wo er Meldeaufgaben erfüllte, und beteiligte sich auch am kulturellen Leben der besetzten Stadt. Silvester 1941 lernte er Silva Ponikvar kennen. Die Liebe zu seinem Land und die Liebe zu Silva verarbeitete er in einem Zyklus von Liebesliedern (Nur eine Blume …), den er der Geliebten und ihrem nie geborenen Kind während ihrer Haft unter der italienischen Besatzung ins Gefängnis schickte. Kajuh war überzeugt, dass Liebe nur in einem befreiten und „neu renovierten“ Land eine Bedeutung bekommt. In dieser Zeit schuf er seine beste Poesie. Diese Gedichte wurden in Ljubljana, auf den anderen besetzten Gebieten und in den Partisaneneinheiten schon damals kopiert und verbreitet.
Unter dem Pseudonym Kajuhov Tonc begann er Ende 1942, in der Zeitschrift Naša žena zu schreiben. Das Leben in Ljubljana wurde für Kajuh zu gefährlich; deshalb schloss er sich im August 1943 den Partisanen in der Unterkrain an. Er war Leiter der XIV. Kulturgruppe, die zahlreiche Veranstaltungen im befreiten Gebiet der Unterkrain vorbereitete. Als Kommunist glaubte er an den Sieg über die Besetzer und Gerechtigkeit, nicht zuletzt gab er als einer der wenigen Dichter für diese Ideale sein Leben.

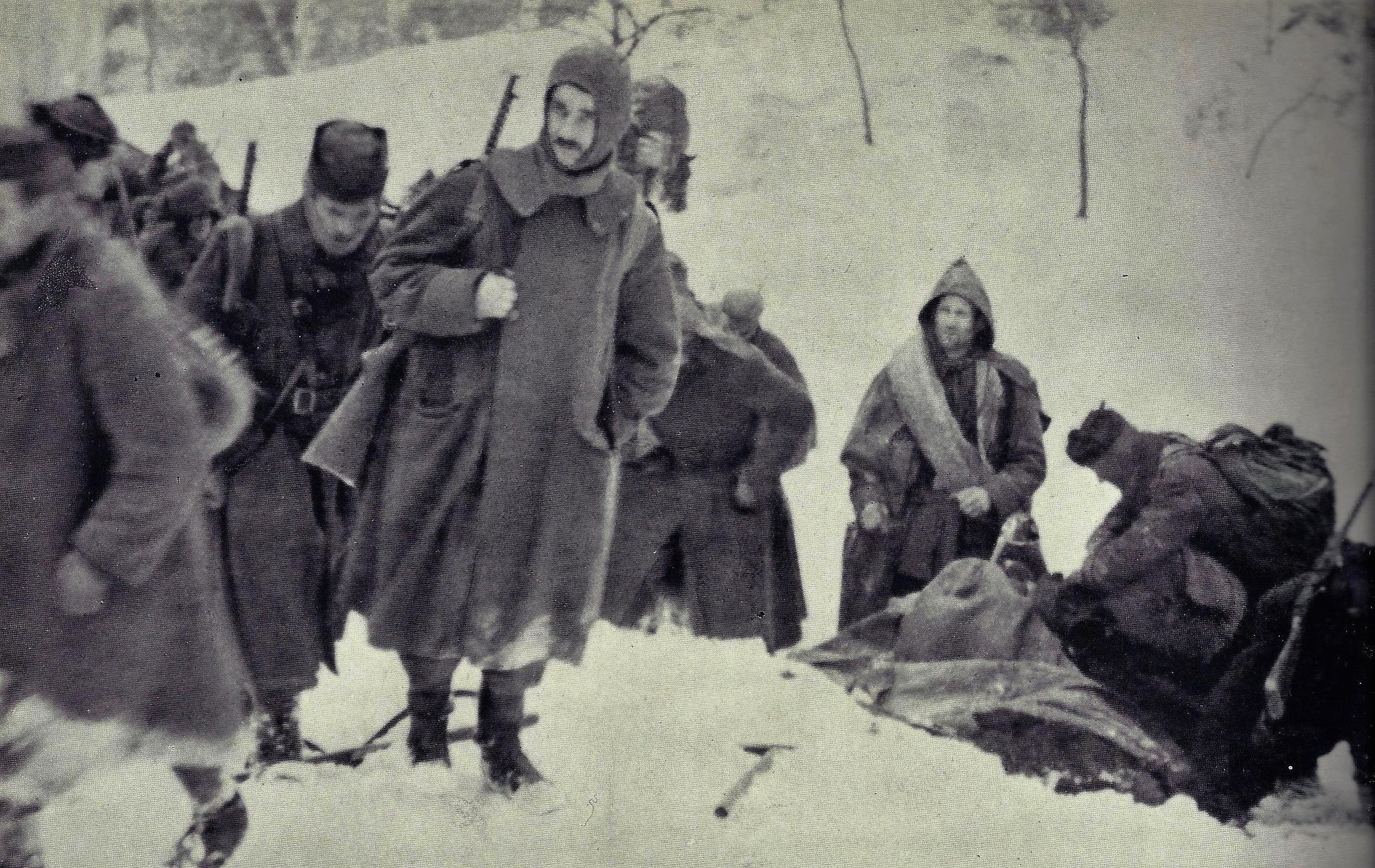
Das letzte bekannte Foto von Karel „Kajuh“ Destovnik

Während seiner Partisanenzeit schrieb er insgesamt nur zwei oder drei Lieder, darunter das Lied von der vierzehnten Division. Seine erste Gedichtsammlung veröffentlichte er am 18. November 1943 in einer alten Hütte in der Inneren Ogenci. Diese Sammlung enthielt 28 Gedichte und wurde in 38 Exemplaren veröffentlicht. Seine Mitkämpferin, die Tänzerin Marta Paulin-Brina, tippte die Gedichte für ihn ab. In den letzten Monaten seines Lebens hatte er mit Paulin-Brina eine besonders tiefe Beziehung.
Anfang Januar 1944 marschierte die XIV. Division aus Bela Krajina (Weißland) über Kroatien in die Steiermark, um neue Gebiete, Sympathisanten und Kämpfer zu werben. Ein ungewöhnlich harter Winter und ein starker Feind machten den Marsch der XIV. Division zur größten Epoche des slowenischen Volksbefreiungskampfs. Nach langen Tagen des Kampfs und Durchbrüchen im harten Winter kamen die Mitglieder der Kulturabteilung der XIV.  Division am 22. Februar erschöpft zum Bauernhof Žlebnik in Zavodnje, weniger als drei Stunden entfernt von Kajuhs Geburtsort Šoštanj. Das Haus wurde von einer großen Gruppe deutscher Soldaten und Gendarmen angegriffen. Unter Beschuss der Gendarmerie der slowenischen Nationalität Franc Černe fiel auch Karel Destovnik. Im Juli 1953 wurde er zum Nationalhelden erklärt.

## Ehrungen
Karel Destovnik wurde 1953 postum mit dem Orden des Volkshelden ausgezeichnet.

## Benennungen
Nach Karel Destovnik sind die Grundschule in Šoštanj, in der Siedlung Štepanje und das I. Gymnasium in Celje benannt, und in der Belgrader Siedlung Kotež gibt es eine Kahjuhstraße, benannt nach seinem Partisanennamen. In mehreren slowenischen Städten existieren Straßen mit dem Namen Kajuhova ulica.

## Ausgewählte Werke
- Slovenska pesem
- V Srbijo... v Šlezijo
- Pesem talcev
- Kje si, mati
- Partizanovo slovo
- Jesenska
- Pesem XIV. divizije
- Žalostna
- Samo en cvet
- Naša pesem
- Ne klonimo tovariši
- Borec dekletu
- Dekle v zaporu
- Materi padlega partizana
- Zaplenjeno pismo s fronte[6][7]